# Аршан (Аларский район)
Аршан (бур. Аршаан) — деревня в Аларском районе Усть-Ордынского Бурятского округа Иркутской области. Входит в муниципальное образование «Куйта».

## География
Село расположено в примерно 25 км к югу от районного центра.

## Внутреннее деление
Состоит из 1 улицы (Центральная).

## Происхождение названия
Название Аршан происходит от бурятского аршан, арасан — «минеральный или тёплый источник, имеющий целебное значение».

## История
В 1885 году на территории современного населённого пункта Аршан находился улус Тайшинский, население которого составляло 25 человек. Согласно переписи населения Российской империи 1897 года улус входил в состав Аларского инородческого ведомства, здесь насчитывалось 5 хозяйств, по национальности жители были бурятами, относились к 1-му роду хонгодоров. Непосредственно населённый пункт Аршан был основан в 1905 году.

## Население
| 2002 | 2010 | 2011 | 2012 |
| ---- | ---- | ---- | ---- |
| 146  | ↘82  | →82  | ↗83  |

На 2010 год в деревне насчитывалось 82 жителя, на 2011 год  — 25 хозяйств.